# Ahuatepec (Morelos)
Ahuatepec es un pueblo que se encuentra al norte de Cuernavaca, Morelos (México) y colinda con Ocotepec. Su nombre, de origen náhuatl, significa «el cerro del encino o roble ahuatl». Entre sus habitantes, prevalecen, en la actualidad, las costumbres y tradiciones de los tlahuicas.[cita requerida]

## Antecedentes
El poblado de Ahuatepec  por la naturaleza de sus terrenos era rico en madera y granos, por ello, era fuente de valiosos tributos a los reyes aztecas. Estos tributos constaban de algodón virgen y ropa hecha del mismo material, papel amate, escudos con plumas, cuexcomates llenos de maíz, chía, tablones y vigas de madera.
Durante la colonia, Ahuatepec estaba aislada de la ciudad y aunque conservaban sus tierras, no eran aptas para cultivo; Situación que obligó a la población indígena de Ahuatepec, a trabajar en la zafra y en la industrialización de la caña de azúcar y de otros productos de las haciendas cercanas.
De acuerdo a la Noción Estadística del Estado de Morelos de Pedro Estrada, en 1887 el poblado de Ahuatepec tenía 575 habitantes y Cuernavaca 8 195. Al crecer la población, la demanda del suelo urbano elevaró el precio de sus terrenos. Esto ocasionó que muchos comuneros optaran por vender  sus tierras en lugar de sembrar, aunque este acto fuera ilegal. Estas acciones trajeron como consecuencia que muchas familias se quedaran sin patrimonio para subsistir, así como repercusiones  en la obtención de agua y recursos naturales. Por otra parte, las familias con mayor poder económico confabuladas con el gobierno despojaron a muchas familias de sus terrenos ejidales  de manera fraudulenta, en el afán de contar con una casa de descanso en Cuernavaca. De esta manera nacieron fraccionamientos como Limoneros, Jardines de Ahuatepec, la Herradura y San Jerónimo.

## Monumentos
Ahuatepec tiene un templo del siglo XVI, dedicado a san Nicolás Tolentino. Su fachada original, de extrema sencillez, presenta un vano alargado con un arco de medio punto, flanqueado por columnas con desproporcionados capiteles que enmarcan la leyenda «Esta es una casa de oración». Al lado derecho del templo se encuentra un mausoleo con los restos del general revolucionario Antonio Barona, quien combatió junto a Emiliano Zapata y que fue muerto por gente de Genovevo de O, en el centro mismo de Cuernavaca, por diferencias irreconciliables entre ambos generales revolucionarios.

## Fiestas y tradiciones
Su fiesta patronal es el 10 de septiembre en honor a San Nicolas de Tolentino, que se lleva a cabo en la iglesia de Ahuatepec dedicada a san Nicolas de Tolentino. En la celebración toda la gente del pueblo participa cocinando un platillo tradicional, mole rojo, en su casa para sus familiares, conocidos o amigos. Se baila la danza de los «Chinelos» por la tarde y al mismo tiempo se lleva a a cabo la monta de toros regionales, los juegos mecánicos, y por la noche se queman fuegos piroctécnicos, finalizando con un baile con luz y sonido.

## Sitios de interés
Hacia el Norte, sobre la carretera Cuernavaca - Tepoztlán, se encuentra la calle que nos lleva al monasterio benedictino.
En Ahuatepec están las colonias México Lindo, Jardines de Zoquipa, Tlaltecuáhuitl, Papayos, el universo, Villa Santiago, Naranjos, Copalito, Alarcón,Bello Orizonte, Agua Zarca, entre otras.

## El monasterio Benedictino de Nuestra Señora de los Ángeles
El monasterio Benedictino de Nuestra Señora de los Ángeles se encuentra en Priv. San Benito s/n Ahuatepec, Cuernavaca, Mor.
Cuenta con espacio para estacionamiento y una pequeña tienda de objetos religiosos y diferentes artículos elaborados por los monjes.